# Накаяма, Тосио
Тосио Накаяма (яп. 中山利生 16 марта 1925, Рюгасаки, префектура Ибараки   — 30 сентября 2004) — японский государственный деятель, директор Управления национальной обороны Японии (1992—1993).

## Биография
Родился в семье депутата Палаты представителей японского парламента Эйичи Накаямы. Окончил юридический факультет университета Нихон.
В 1969 году был впервые избран в Палату представителей. Переизбирался в течение девяти сроков подряд.
- 1992—1993 гг. — директор Управления национальной обороны Японии,
- 1993 г. — избран заместителем генерального генерального секретаря Либерально-демократической партии.

В 2003 году принял решение об уходе из политики.